# Karl-Otto Völker
Karl-Otto Völker (* 5. März 1946 in Schorndorf; † 9. Mai 2020) war ein deutscher Autor und Kommunalpolitiker (SPD).

## Leben und Wirken
Völker war bis zum Jahr 2011 Leiter für Produktmanagement, Kommunikation und Gesundheit bei der AOK Baden-Württemberg (Bezirksdirektion Ludwigsburg-Rems-Murr). Im Jahr 2013 ist von ihm die gemeinsam mit Renate Völker verfasste Daimler-Biographie „Gottlieb Daimler – Ein bewegtes Leben“ (Silberburg-Verlag, Tübingen) erschienen. Er war verheiratet mit der Autorin Renate Völker; gemeinsam haben sie zwei Söhne.
Karl-Otto Völker gehörte in den Jahren 1978 bis 2016 dem Schorndorfer Gemeinderat an (Fraktionsvorsitzender der SPD-Fraktion). Von 1994 bis 2014 war er Mitglied im Kreistag des Rems-Murr-Kreises, davon von 2006 bis 2011 Fraktionsvorsitzender der SPD-Fraktion. Bei der Landtagswahl am 24. März 1996 war er Kandidat der SPD im Wahlkreis 16 (Schorndorf).
Für sein ehrenamtliches Engagement wurde er am 15. Oktober 2007 mit dem Bundesverdienstkreuz am Bande ausgezeichnet. Am 9. Dezember 2018 erhielt er mit der Ehrenbürgerwürde als erst zehnter Bürger die höchste Auszeichnung der Stadt Schorndorf. Sie wurde ihm verliehen als Anerkennung für seine Verdienste als Kommunalpolitiker, für sein vielfältiges ehrenamtliches Engagement sowie in Würdigung seines jahrzehntelangen unermüdlichen Einsatzes für das Wohl seiner Heimatstadt Schorndorf.
Bis zum Jahr 2018 war er Vorsitzender des Landesseniorenrats Baden-Württemberg. Weiter gehörte er dem Verwaltungsrat der Kreissparkasse Waiblingen an und war Mitglied im Beirat des Medizinischen Dienstes der Krankenversicherung Baden-Württemberg. Zudem gehörte er dem Landespflegeausschuss Baden-Württemberg an.